# Ernest Ange Duez
Ernest Ange Duez (Parigi, 7 marzo 1843 – Saint-Germain-en-Laye, 4 aprile 1896) è stato un pittore e illustratore francese.
Pittore, pastellista e acquarellista, Duez si distinse per il tratto sottile e sensibile. Ritrasse scene di vita quotidiana, ma fu anche un abile ritrattista, paesaggista e un affermato illustratore. Aderì certamente all'impressionismo, ma con una sua particolare moderazione.

## Biografia
Ernest-Ange Duez nacque a Parigi nel 1843 da una famiglia della media borghesia. Suo padre era un sarto e commerciante di vestiti. Duez intraprese senza indugi la via dell'arte, divenendo allievo di Isidore Pils e di Carolus-Duran. Amico di Alphonse de Neuville, di Édouard Detaille, di André Gill e di Ulysse Butin, fu un attivo ammiratore di Édouard Manet, di cui possedeva delle opere, assieme a quadri di Claude Monet, Edgar Degas e Berthe Morisot.
I suoi soggetti preferiti, e quindi la sua produzione, si suddividono prevalentemente in ritratti, temi religiosi, scene di genere e marine. Queste ultime furono sempre realizzate en plein air a Villerville in Normandia e a Le Havre, e ritraggono sempre il mare dalla costa. Le scene di genere sono episodi della vita parigina e tra esse citiamo: Au restaurant Le Doyen (1878) e Café sur la Terrasse (1890). Fra i ritratti spiccano quelli di Mme Duez (1877) e di Alphonse de Neuville (1880). Nella sua attività di illustratore Duez disegnò in particolare le tavole del testo Travailleurs de la mer (I lavoratori del mare) di Victor Hugo, e quelle de La Terre di Émile Zola.
Duez espose regolarmente dal 1868 al "Salon de peinture". Il primo anno presentò una Mater Dolorosa. In seguito, nel 1874, ottenne una medaglia di terza classe per un dittico intitolato Splendeur et Misère, ma nel 1879 gli fu conferita la medaglia di prima classe per il suo trittico Saint Cuthbert, oggi visibile al Museo d'Orsay di Parigi, che è considerato la sua opera maggiore.  In seguito vinse anche diverse altre medaglie.

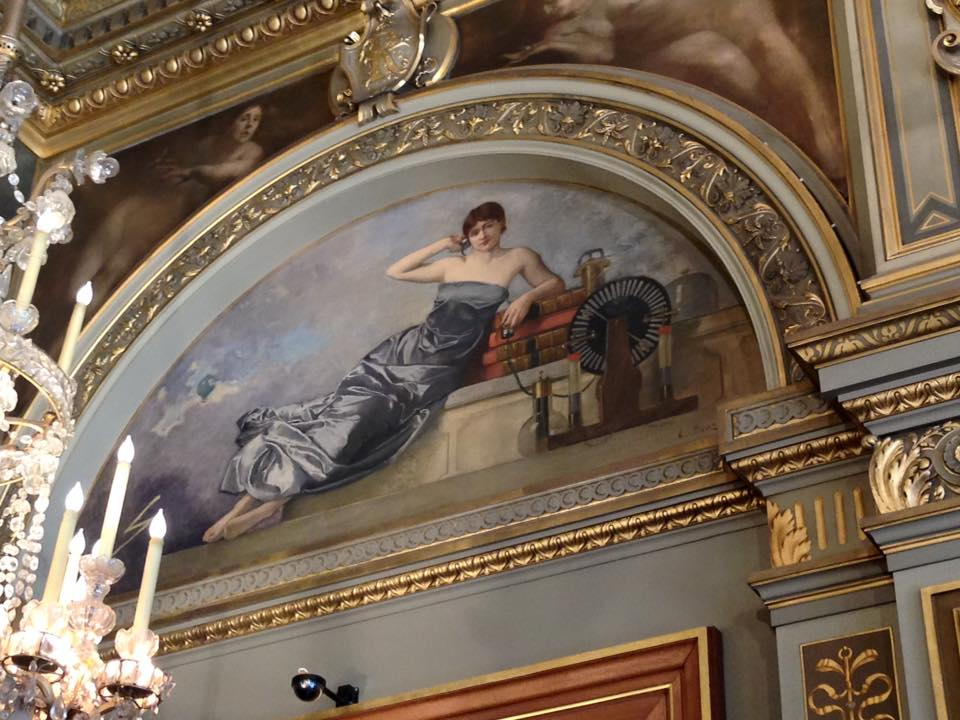
La Fisica - Parigi, Municipio

Ernest Duez ricevette numerosi incarichi per la decorazione di edifici pubblici di Parigi. Fra queste opere figurano Novembre e Décembre nel Palazzo Garnier, Virgile s’inspirant dans les bois, del 1888, per la Sorbona, La Botanique e La Physique, del 1892, per la sala delle Scienze del Municipio e L’heure de la tétée à la maternité, del 1895, per gli uffici dell'Assistenza pubblica-Ospedali di Parigi.
Duez sposò Amélie Duez, una cantante non professionista ma di buona fama, che fu la prima ad eseguire brani di Gabriel Fauré.

Nel 1883 Duez aprì un atelier in Boulevard Berthier, vicino a quello di John Singer Sargent, sulla stessa strada. I due pittori si frequentarono e John Singer, nel 1884 e nel 1886, ebbe occasione di fare il ritratto sia di Duez che di sua moglie Amélie.
Nel luglio del 1880 Duez fu insignito del titolo di Cavaliere della Legion d'Onore. Fu poi promosso Ufficiale del medesimo ordine nell'ottobre del 1889, in occasione della sua partecipazione, fuori concorso, all'Expo di Parigi del 1889.
Duez fu uno dei diciotto membri fondatori della nuova "Société nationale des beaux-arts" nel 1890 e fu anche eletto alla presidenza della "Société des amis des arts du Département de l'Eure". Suo vicino ed amico fu lo scultore Pierre-Nicolas Tourgueneff, che aveva il suo atelier nel castello di Vert-Bois, nel comune di Rueil-Malmaison, dove trascorreva la maggior parte del suo tempo. Fra gli amici e i visitatori di Tourgueneff e di Duez vi furono scrittori, artisti, pittori e disegnatori, come Jean-Louis Forain, Roger-Joseph Jourdain, Miguel Zamacoïs, Paul-Albert Besnard, e Jacques-Émile Blanche, nonché giornalisti del Le Gaulois.
Duez ebbe alcuni allievi, fra i quali Henri Caruchet.
Il 4 aprile del 1896, durante una passeggiata mattiniera in bicicletta lungo la strada di Archères, nel bosco di Saint-Germain-en-Laye presso la "Croix de Noailles", Ernest Ange Duez fu colpito da un'emorragia cerebrale. Aveva 53 anni.
Pur avendo aderito con passione al movimento impressionista, la tavolozza e la tecnica di Duez furono più contenute e controllate di quelle di gran parte dei pittori impressionisti. La sua "maniera" - più che un vero e proprio "stile" - fu chiamata juste milieu (la giusta via di mezzo), fra la pittura realista conservatrice dei Salon e le manifestazioni più vistose del pieno impressionismo. Duez, infatti, fu paragonato a pittori come Alfred Stevens, Giuseppe De Nittis e James Tissot.

## Opere
Nelle collezioni pubbliche:
- Parigi, Museo d'Orsay:
  - Saint Cuthbert, 1879, trittico, olio su tela.[11]
  - Autour de la lampe, c.1882, olio su tela[12]
  - Paysage, pastello[13]
  - Ulysse Butin, c.1880, olio su tela[14][15]
- Parigi, Sorbona, Virgile s’inspirant dans les bois, 1888.
- Municipio di Parigi, La Botanique et La Physique, 1889.
- Museo di belle arti di Pau: Saint François d'Assise, le miracle des roses, 1884, olio su tela[16]
- Museo nazionale del Castello di Versailles e del Trianon: Alphonse de Neuville (1835-1885), c.1880, olio su tela[17]
- Museo di belle arti di Rouen : L'Heure du bain au bord de la mer, 1896, olio su tela[18]
- Museo d'arte moderna e contemporanea di Strasburgo : Femme de marin, olio su tela[19]
- Gray, Museo Baron-Martin: Le petit navire qui fume à l'horizon, pastello, 46x55
- Museo d'arte di Tolone : Portrait d'Albert Bance, 1876, olio su tela, 236x100
- New York, Metropolitan Museum of Art
- Ottawa, Museo di belle arti del Canada

## Galleria d'immagini

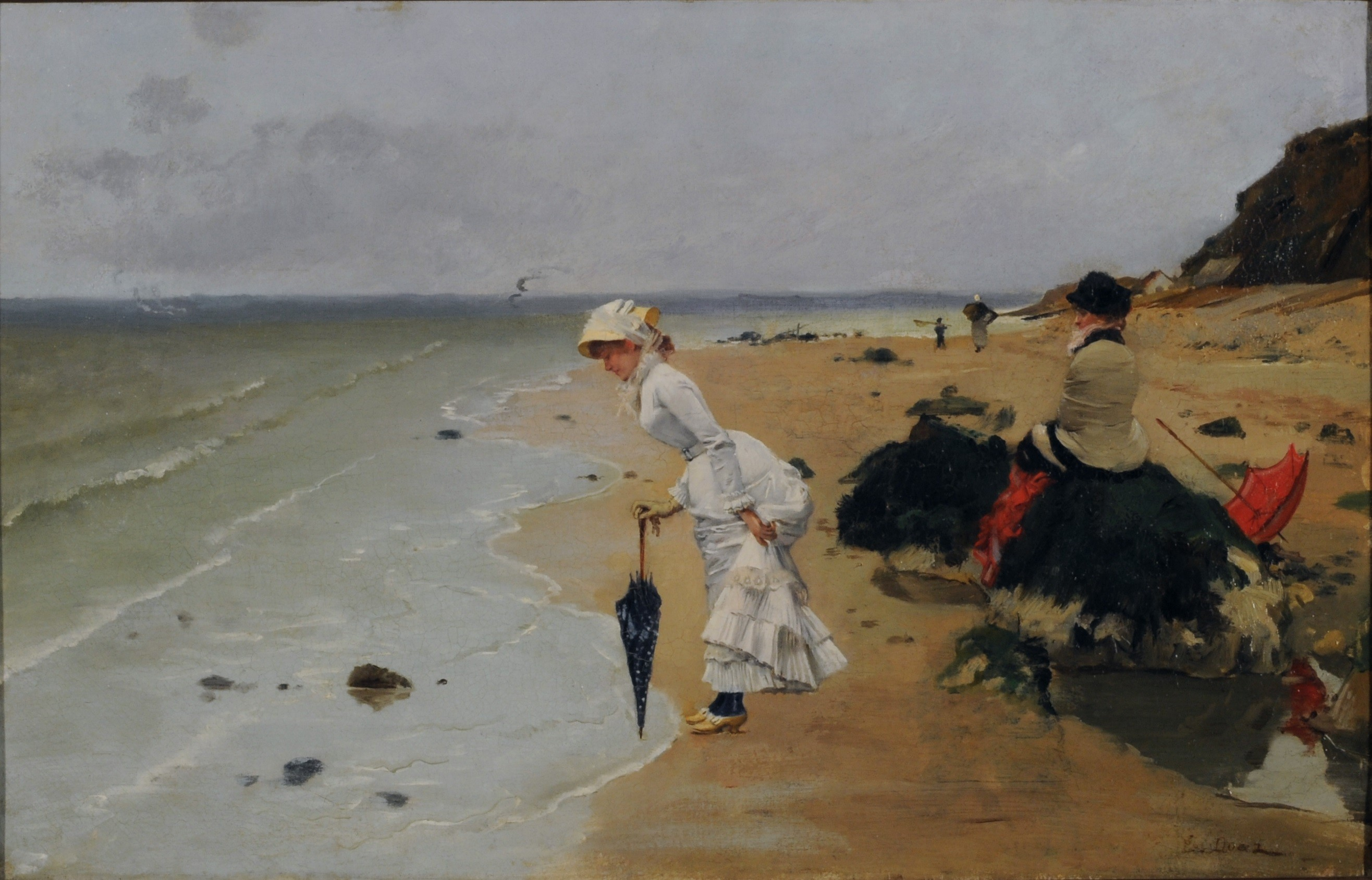
Sulla spiaggia
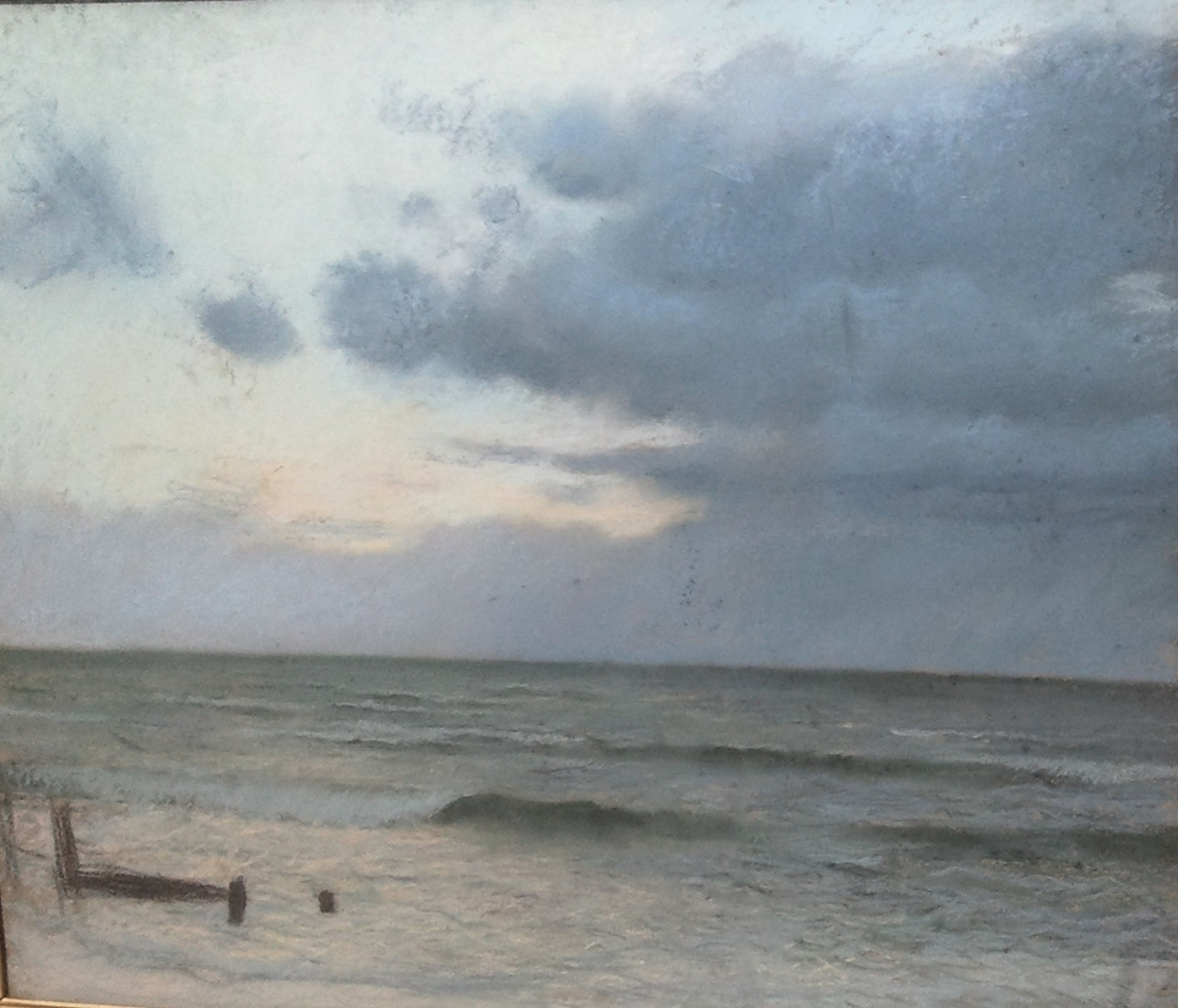
Tramonto con cielo nuvoloso
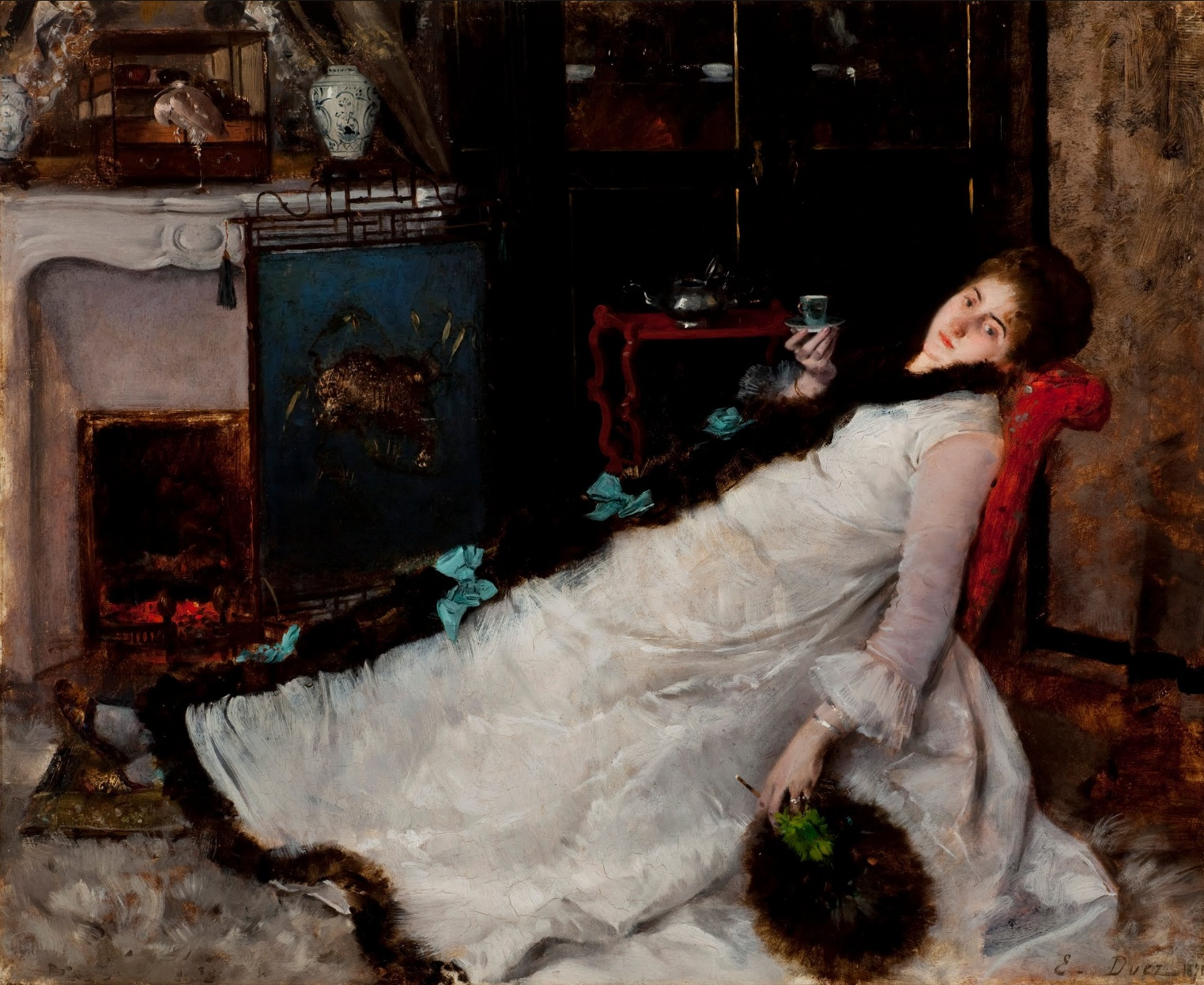
Il riposo
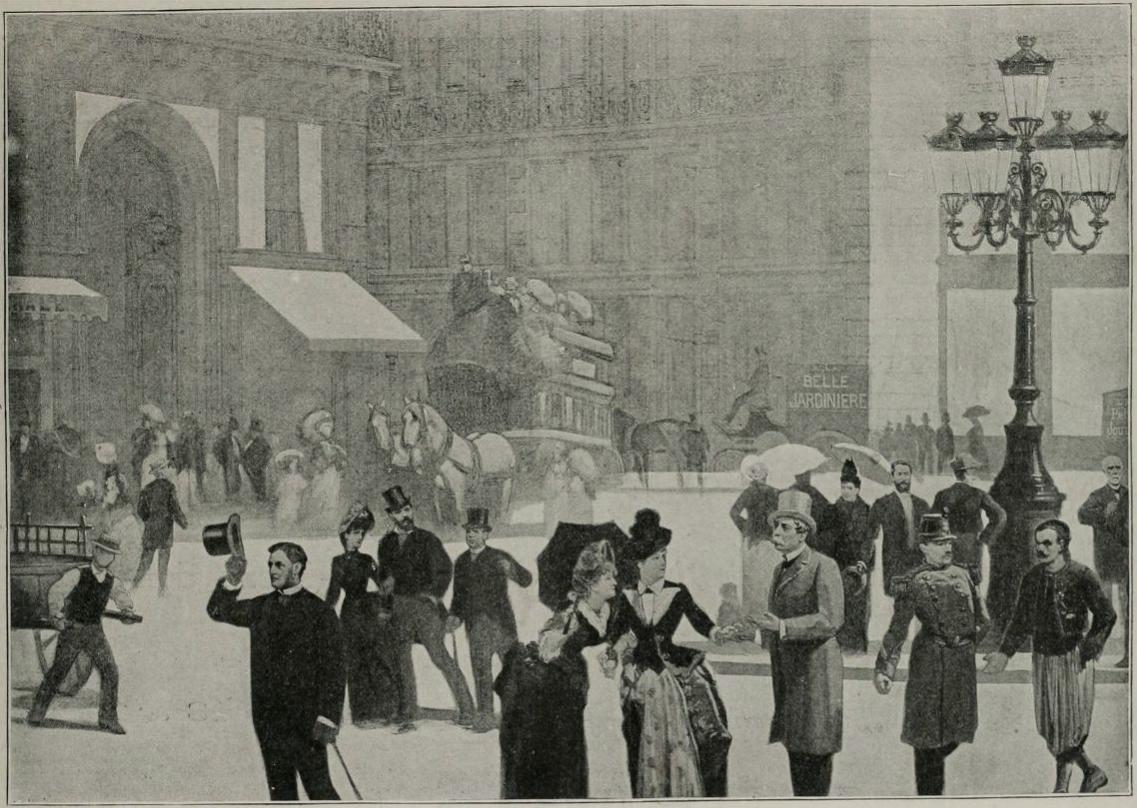
Le Tout Paris

## Altri progetti

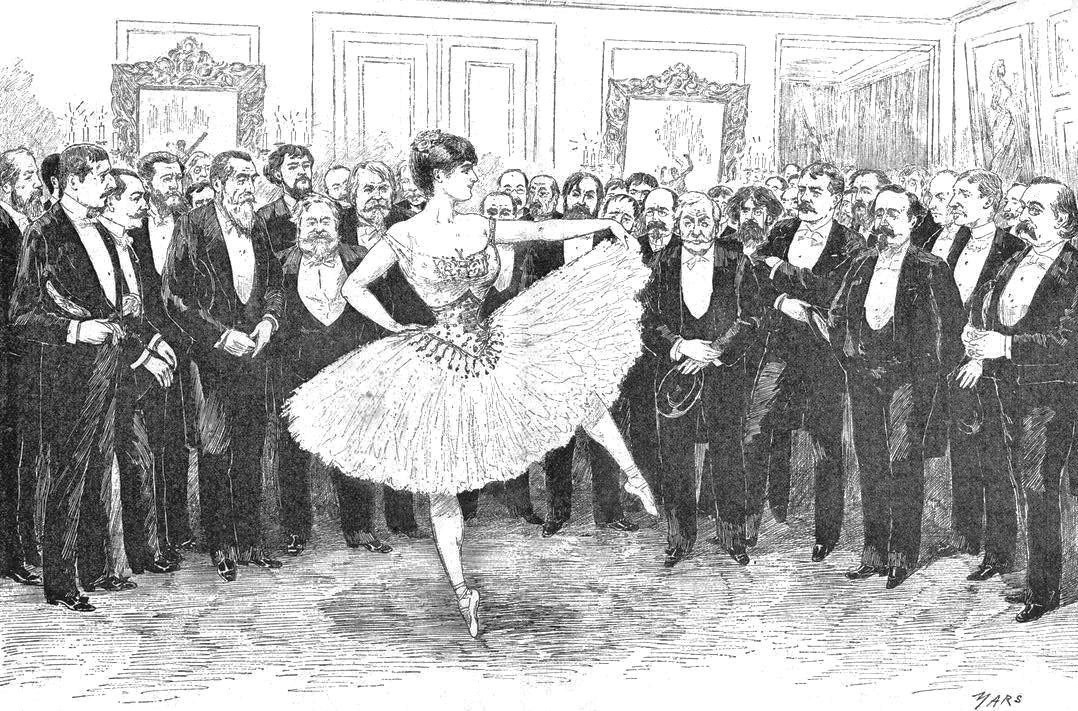
Julia Subra